# Diskografie Keshy
Toto je seznam doposud vydané diskografie americké zpěvačky Keshy.

## Alba

### Studiová alba
| Název                                                                                   | Detaily o albu                                              | Umístění v hitparádách | Umístění v hitparádách | Umístění v hitparádách | Umístění v hitparádách | Umístění v hitparádách | Umístění v hitparádách | Umístění v hitparádách | Umístění v hitparádách | Umístění v hitparádách | Umístění v hitparádách | Prodeje                   | Certifikace |
| Název                                                                                   | Detaily o albu                                              | US                     | AUS                    | AUT                    | BEL (FL)               | CAN                    | GER                    | IRE                    | NZ                     | SWI                    | UK                     | Prodeje                   | Certifikace |
| --------------------------------------------------------------------------------------- | ----------------------------------------------------------- | ---------------------- | ---------------------- | ---------------------- | ---------------------- | ---------------------- | ---------------------- | ---------------------- | ---------------------- | ---------------------- | ---------------------- | ------------------------- | --- |
| Animal                                                                                  | - Vydáno: 1. ledna 2010 - Vydavatelství: RCA, Kemosabe      | 1                      | 4                      | 4                      | 32                     | 1                      | 7                      | 8                      | 6                      | 3                      | 8                      | - US: 1,470,000           | - RIAA: 4× Platinum - ARIA: 2× Platinum - BPI: Platinum - BVMI: Gold - IFPI AUT: Gold - IRMA: Gold - MC: 2× Platinum - RMNZ: Gold |
| Warrior                                                                                 | - Vydáno: 30. listopadu 2012 - Vydavatelství: RCA, Kemosabe | 6                      | 12                     | 44                     | 117                    | 10                     | 81                     | 64                     | 30                     | 63                     | 60                     | - US: 350,000             | - RIAA: Platinum |
| Rainbow                                                                                 | - Vydáno: 11. srpna 2017 - Vydavatelství: RCA, Kemosabe     | 1                      | 3                      | 16                     | 17                     | 1                      | 33                     | 2                      | 4                      | 14                     | 4                      | - US: 90,000 - CAN: 7,000 | - RIAA: Platinum - MC: Gold |
| High Road                                                                               | - Vydáno: 31. ledna 2020 - Vydavatelství: RCA, Kemosabe     | 7                      | 26                     | —                      | 163                    | 20                     | —                      | 71                     | —                      | —                      | 63                     | - US: 35,000              | |
| Gag Order                                                                               | - Vydáno: 19. května 2023 - Vydavatelství: RCA, Kemosabe    | 168                    | —                      | —                      | —                      | —                      | —                      | —                      | —                      | —                      |                        |                           | |
| "—" značí, že se nahrávka neumístila v hitparádách nebo v tomto území ani nebyla vydána |                                                             |                        |                        |                        |                        |                        |                        |                        |                        |                        |                        |                           | |

#### Znovu vydaná alba
| Animal + Cannibal | - Vydáno: 19. listopadu 2010 - Vydavatelství: RCA, Kemosabe | 67 | 22 | 64 |

### Remixová alba
| Název                                                              | Detaily o albu                                           | Umístění v hitparádách | Umístění v hitparádách | Umístění v hitparádách | Umístění v hitparádách | Umístění v hitparádách | Prodeje       |
| Název                                                              | Detaily o albu                                           | US                     | US Dance               | AUS                    | CAN                    | KOR                    | Prodeje       |
| ------------------------------------------------------------------ | -------------------------------------------------------- | ---------------------- | ---------------------- | ---------------------- | ---------------------- | ---------------------- | ------------- |
| I Am the Dance Commander + I Command You to Dance: The Remix Album | - Vydáno: 18. března 2011 - Vydavatelství: RCA, Kemosabe | 36                     | 1                      | 46                     | 37                     | 84                     | - US: 118,000 |

## Extended play
| Název                                                                                   | Detaily o EP                                                | Umístění v hitparádách | Umístění v hitparádách | Umístění v hitparádách | Umístění v hitparádách | Umístění v hitparádách | Umístění v hitparádách | Prodeje       | Certifikace                      |
| Název                                                                                   | Detaily o EP                                                | US                     | US Dance               | AUT                    | CAN                    | IRE                    | NZ                     | Prodeje       | Certifikace                      |
| --------------------------------------------------------------------------------------- | ----------------------------------------------------------- | ---------------------- | ---------------------- | ---------------------- | ---------------------- | ---------------------- | ---------------------- | ------------- | -------------------------------- |
| Cannibal                                                                                | - Vydáno: 19. listopadu 2010 - Vydavatelství: RCA, Kemosabe | 15                     | 9                      | 67                     | 14                     | —                      | 22                     | - US: 527,000 | - RIAA: 2× Platinum - RMNZ: Gold |
| Deconstructed                                                                           | - Vydáno: 30. listopadu 2012 - Vydavatelství: RCA, Kemosabe | 29                     | —                      | 81                     | 56                     | 12                     | 6                      |               |                                  |
| Gag Order (Live Acoustic EP from Space)                                                 | - Vydáno: 30. června 2023 - Vydavatelství: RCA, Kemosabe    | —                      | —                      | —                      | —                      | —                      | —                      |               |                                  |
| "—" značí, že se nahrávka neumístila v hitparádách nebo v tomto území ani nebyla vydána |                                                             |                        |                        |                        |                        |                        |                        |               |                                  |

## Singly

### Jako hlavní umělkyně
| Název                                                                                   | Rok  | Umístění v hitparádách | Umístění v hitparádách | Umístění v hitparádách | Umístění v hitparádách | Umístění v hitparádách | Umístění v hitparádách | Umístění v hitparádách | Umístění v hitparádách | Umístění v hitparádách | Umístění v hitparádách | Prodeje                                     | Certifikace | Album                            |
| Název                                                                                   | Rok  | US                     | AUS                    | AUT                    | BEL (FL)               | CAN                    | GER                    | IRE                    | NZ                     | SWI                    | UK                     | Prodeje                                     | Certifikace | Album                            |
| --------------------------------------------------------------------------------------- | ---- | ---------------------- | ---------------------- | ---------------------- | ---------------------- | ---------------------- | ---------------------- | ---------------------- | ---------------------- | ---------------------- | ---------------------- | ------------------------------------------- | --- | -------------------------------- |
| "Tik Tok"                                                                               | 2009 | 1                      | 1                      | 1                      | 4                      | 1                      | 1                      | 3                      | 1                      | 1                      | 4                      | - WW: 18,000,000 - US: 6,800,000            | - RIAA: 12× Platinum - ARIA: 9× Platinum - BEA: Platinum - BPI: 2× Platinum - BVMI: 3× Platinum - IFPI AUT: Platinum - IFPI SWI: Platinum - MC: 7× Platinum - RMNZ: 2× Platinum | Animal                           |
| "Blah Blah Blah" (feat. 3OH!3)                                                          | 2010 | 7                      | 3                      | 21                     | 45                     | 3                      | 11                     | 18                     | 7                      | 30                     | 11                     | - US: 2,400,000                             | - RIAA: 3× Platinum - ARIA: 2× Platinum - BPI: Silver - MC: 2× Platinum | Animal                           |
| "Your Love Is My Drug"                                                                  | 2010 | 4                      | 3                      | 12                     | 27                     | 6                      | 19                     | 10                     | 15                     | 34                     | 13                     | - US: 3,300,000 - UK: 284,000               | - RIAA: 5× Platinum - ARIA: 3× Platinum - BPI: Gold - RMNZ: Gold | Animal                           |
| "Take It Off"                                                                           | 2010 | 8                      | 5                      | —                      | 22                     | 8                      | —                      | 12                     | 11                     | —                      | 15                     | - US: 2,500,000                             | - RIAA: 4× Platinum - ARIA: 3× Platinum - BPI: Silver - RMNZ: Gold | Animal                           |
| "We R Who We R"                                                                         | 2010 | 1                      | 1                      | 15                     | 13                     | 2                      | 23                     | 10                     | 4                      | 17                     | 1                      | - US: 4,100,000 - UK: 454,000 - CAN: 21,000 | - RIAA: 6× Platinum - ARIA: 5× Platinum - BPI: Platinum - BVMI: Gold - RMNZ: Platinum                                                                                           | Cannibal                         |
| "Blow"                                                                                  | 2011 | 7                      | 10                     | 22                     | —                      | 12                     | 39                     | 28                     | 8                      | —                      | 32                     | - US: 3,400,000                             | - RIAA: 5× Platinum - ARIA: 2× Platinum - BPI: Silver - RMNZ: Gold | Cannibal                         |
| "Die Young"                                                                             | 2012 | 2                      | 3                      | 4                      | 19                     | 4                      | 20                     | 14                     | 9                      | 23                     | 7                      | - US: 2,900,000                             | - RIAA: 6× Platinum - ARIA: 5× Platinum - BPI: Platinum - BVMI: Gold - MC: Platinum - RMNZ: Platinum                                                                            | Warrior                          |
| "C'Mon"                                                                                 | 2012 | 27                     | 19                     | 64                     | —                      | 16                     | 79                     | 33                     | 22                     | —                      | 70                     |                                             | - RIAA: Platinum - ARIA: Platinum | Warrior                          |
| "Crazy Kids" (feat. will.i.am nebo Juicy J)                                             | 2013 | 40                     | 32                     | 58                     | —                      | 47                     | 56                     | 14                     | —                      | —                      | 27                     |                                             | - RIAA: Platinum - ARIA: Platinum | Warrior                          |
| "True Colors" (se Zedd)                                                                 | 2016 | 74                     | 76                     | —                      | —                      | 66                     | —                      | 81                     | —                      | —                      | 78                     | - US: 52,000                                | | True Colors                      |
| "Praying"                                                                               | 2017 | 22                     | 6                      | 68                     | —                      | 11                     | —                      | 23                     | 37                     | 64                     | 26                     | - US: 428,120                               | - RIAA: 5× Platinum - ARIA: 4× Platinum - BPI: Gold - MC: 4× Platinum | Rainbow                          |
| "This Is Me"                                                                            | 2017 | —                      | 71                     | —                      | —                      | —                      | —                      | —                      | —                      | —                      | —                      |                                             | - ARIA: Gold | The Greatest Showman: Reimagined |
| "Woman" (feat. the Dap-Kings Horns)                                                     | 2018 | 96                     | 78                     | —                      | —                      | 80                     | —                      | —                      | —                      | —                      | —                      |                                             | - RIAA: Platinum | Rainbow                          |
| "Here Comes the Change"                                                                 | 2018 | —                      | —                      | —                      | —                      | —                      | —                      | —                      | —                      | —                      | —                      |                                             | | Singl bez alb                    |
| "Raising Hell" (feat. Big Freedia)                                                      | 2019 | —                      | —                      | —                      | —                      | —                      | —                      | 97                     | —                      | —                      | —                      |                                             | - RIAA: Gold | High Road                        |
| "My Own Dance"                                                                          | 2019 | —                      | —                      | —                      | —                      | —                      | —                      | —                      | —                      | —                      | —                      |                                             | | High Road                        |
| "Resentment" (feat. Sturgill Simpson, Brian Wilson a Wrabel)                            | 2019 | —                      | —                      | —                      | —                      | —                      | —                      | —                      | —                      | —                      | —                      |                                             | | High Road                        |
| "Tonight"                                                                               | 2020 | —                      | —                      | —                      | —                      | —                      | —                      | —                      | —                      | —                      | —                      |                                             | | High Road                        |
| "Since I Was Young" (s Wrabel)                                                          | 2020 | —                      | —                      | —                      | —                      | —                      | —                      | —                      | —                      | —                      | —                      |                                             | | Singly bez alb                   |
| "Drop Dead" (s Grandson a Travis Barker)                                                | 2021 | —                      | —                      | —                      | —                      | —                      | —                      | —                      | —                      | —                      | —                      |                                             | | Singly bez alb                   |
| "Fine Line"                                                                             | 2023 | —                      | —                      | —                      | —                      | —                      | —                      | —                      | —                      | —                      | —                      |                                             | | Gag Order                        |
| "Eat the Acid"                                                                          | 2023 | —                      | —                      | —                      | —                      | —                      | —                      | —                      | —                      | —                      | —                      |                                             | | Gag Order                        |
| "Only Love Can Save Us Now"                                                             | 2023 | —                      | —                      | —                      | —                      | —                      | —                      | —                      | —                      | —                      | —                      |                                             | | Gag Order                        |
| "Joyride"                                                                               | 2024 | —                      | —                      | —                      | —                      | —                      | —                      | 83                     | —                      | —                      | 88                     |                                             | | bude oznámeno                    |
| "Delusional"                                                                            | 2024 | —                      | —                      | —                      | —                      | —                      | —                      | —                      | —                      | —                      | —                      |                                             | | bude oznámeno                    |
| "—" značí, že se nahrávka neumístila v hitparádách nebo v tomto území ani nebyla vydána |      |                        |                        |                        |                        |                        |                        |                        |                        |                        |                        |                                             | |                                  |

### Jako vedlejší umělkyně
| Název                                                                                   | Rok  | Umístění v hitparádách | Umístění v hitparádách | Umístění v hitparádách | Umístění v hitparádách | Umístění v hitparádách | Umístění v hitparádách | Umístění v hitparádách | Umístění v hitparádách | Umístění v hitparádách | Umístění v hitparádách | Prodeje                                        | Certifikace | Album             |
| Název                                                                                   | Rok  | US                     | AUS                    | AUT                    | BEL (FL)               | CAN                    | GER                    | IRE                    | NZ                     | SWI                    | UK                     | Prodeje                                        | Certifikace | Album             |
| --------------------------------------------------------------------------------------- | ---- | ---------------------- | ---------------------- | ---------------------- | ---------------------- | ---------------------- | ---------------------- | ---------------------- | ---------------------- | ---------------------- | ---------------------- | ---------------------------------------------- | --- | ----------------- |
| "Right Round" (Flo Rida feat. Kesha)                                                    | 2009 | —                      | 1                      | 2                      | 2                      | —                      | 4                      | 1                      | 2                      | 2                      | 1                      | - WW: 12,000,000 - US: 5,572,000 - UK: 505,434 | - BPI: Platinum - BVMI: Platinum - IFPI AUT: Gold - IFPI SWI: Platinum - RMNZ: Platinum                                                                        | R.O.O.T.S.        |
| "Dirty Picture" (Taio Cruz feat. Kesha)                                                 | 2010 | 96                     | 16                     | —                      | —                      | 49                     | —                      | 10                     | 11                     | —                      | 6                      |                                                | - BPI: Silver | Rokstarr          |
| "My First Kiss" (3OH!3 feat. Kesha)                                                     | 2010 | 9                      | 13                     | 28                     | —                      | 7                      | 37                     | 10                     | 15                     | —                      | 7                      | - US: 1,800,000                                | - RIAA: Gold - BPI: Silver - MC: Platinum | Streets of Gold   |
| "Timber" (Pitbull feat. Kesha)                                                          | 2013 | 1                      | 4                      | 1                      | 4                      | 1                      | 1                      | 2                      | 3                      | 3                      | 1                      | - WW: 9,600,000 - US: 4,700,000 - UK: 139,000  | - RIAA: Diamond - ARIA: 5× Platinum - BEA: Gold - BPI: 4× Platinum - BVMI: Diamond - IFPI AUT: Gold - IFPI SWI: Platinum - MC: 7× Platinum - RMNZ: 2× Platinum | Meltdown          |
| "Good Old Days" (Macklemore feat. Kesha)                                                | 2017 | 48                     | 8                      | 24                     | —                      | 40                     | 50                     | 34                     | 14                     | 24                     | 79                     | - US: 48,627                                   | - RIAA: 3× Platinum - ARIA: 4× Platinum - BPI: Silver - MC: 2× Platinum - RMNZ: Gold                                                                           | Gemini            |
| "Body Talks" (The Struts feat. Kesha)                                                   | 2018 | —                      | —                      | —                      | —                      | —                      | —                      | —                      | —                      | —                      | —                      |                                                | | Young & Dangerous |
| "Safe" (Sage feat. Kesha a Chika)                                                       | 2018 | —                      | —                      | —                      | —                      | —                      | —                      | —                      | —                      | —                      | —                      |                                                | | Singl bez alb     |
| "Chasing Rainbows" (Big Freedia feat. Kesha)                                            | 2020 | —                      | —                      | —                      | —                      | —                      | —                      | —                      | —                      | —                      | —                      |                                                | | Louder            |
| "Stronger" (Sam Feldt feat. Kesha)                                                      | 2021 | —                      | —                      | —                      | —                      | —                      | —                      | —                      | —                      | —                      | —                      |                                                | | Singl bez alb     |
| "Fancy Like" (Walker Hayes feat. Kesha)                                                 | 2021 | —                      | —                      | —                      | —                      | —                      | —                      | —                      | —                      | —                      | —                      |                                                | | Country Stuff     |
| "—" značí, že se nahrávka neumístila v hitparádách nebo v tomto území ani nebyla vydána |      |                        |                        |                        |                        |                        |                        |                        |                        |                        |                        |                                                | |                   |

### Promo singly
| Název                                                                                     | Rok  | Umístění v hitparádách | Umístění v hitparádách | Umístění v hitparádách | Umístění v hitparádách | Umístění v hitparádách | Umístění v hitparádách | Umístění v hitparádách | Umístění v hitparádách | Umístění v hitparádách | Umístění v hitparádách | Certifikace                   | Album                                                   |
| Název                                                                                     | Rok  | US                     | US Adult Pop           | US Dance Air.          | US Latin Pop           | US Pop Air.            | US Rhy.                | ARG                    | CAN                    | CAN CHR                | UK Sales               | Certifikace                   | Album                                                   |
| ----------------------------------------------------------------------------------------- | ---- | ---------------------- | ---------------------- | ---------------------- | ---------------------- | ---------------------- | ---------------------- | ---------------------- | ---------------------- | ---------------------- | ---------------------- | ----------------------------- | ------------------------------------------------------- |
| "Sleazy"                                                                                  | 2010 | 37                     | —                      | —                      | —                      | —                      | —                      | —                      | 46                     | —                      | —                      | - RIAA: Gold                  | Cannibal                                                |
| "Cannibal"                                                                                | 2010 | 77                     | —                      | —                      | —                      | —                      | —                      | 55                     | 31                     | —                      | —                      | - RIAA: Platinum - ARIA: Gold | Cannibal                                                |
| "Till the World Ends" (the Femme Fatale remix) (Britney Spears feat. Nicki Minaj a Kesha) | 2011 | 3                      | 19                     | 3                      | 27                     | 4                      | 9                      | —                      | 4                      | 3                      | —                      |                               | Promo singl bez alb                                     |
| "Learn to Let Go"                                                                         | 2017 | 97                     | —                      | —                      | —                      | —                      | —                      | —                      | 81                     | —                      | 48                     | - RIAA: Gold                  | Rainbow                                                 |
| "Hymn"                                                                                    | 2017 | —                      | —                      | —                      | —                      | —                      | —                      | —                      | —                      | —                      | —                      |                               | Rainbow                                                 |
| "Rich, White, Straight Men"                                                               | 2019 | —                      | —                      | —                      | —                      | —                      | —                      | —                      | —                      | —                      | —                      |                               | Promo singl bez alb                                     |
| "Best Day"                                                                                | 2019 | —                      | —                      | —                      | —                      | —                      | —                      | —                      | —                      | —                      | —                      |                               | Angry Birds ve filmu 2                                  |
| "Summer"                                                                                  | 2020 | —                      | —                      | —                      | —                      | —                      | —                      | —                      | —                      | —                      | —                      |                               | High Road                                               |
| "Children of the Revolution"                                                              | 2020 | —                      | —                      | —                      | —                      | —                      | —                      | —                      | —                      | —                      | —                      |                               | AngelHeaded Hipster: The Songs of Marc Bolan and T. Rex |
| "Little Bit of Love"                                                                      | 2020 | —                      | —                      | —                      | —                      | —                      | —                      | —                      | —                      | —                      | —                      |                               | High Road                                               |
| "Taste So Good (The Cann Song)" (Vincint feat. Hayley Kiyoko, MNEK a Kesha)               | 2022 | —                      | —                      | —                      | —                      | —                      | —                      | —                      | —                      | —                      | —                      |                               | Promo singl bez alb                                     |
| "Spring Breakers" (Charli XCX feat. Kesha)                                                | 2024 | —                      | —                      | 20                     | —                      | —                      | —                      | —                      | —                      | —                      | —                      |                               | Brat and It's Completely Different but Also Still Brat  |
| "Holiday Road"                                                                            | 2024 | —                      | —                      | 6                      | —                      | —                      | —                      | —                      | —                      | 12                     | 88                     |                               | Promo singl bez alb                                     |
| "—" značí, že se nahrávka neumístila v hitparádách nebo v tomto území ani nebyla vydána   |      |                        |                        |                        |                        |                        |                        |                        |                        |                        |                        |                               |                                                         |

## Další umístěné a certifikované písně
| Název                                                                                   | Rok  | Umístění v hitparádách | Umístění v hitparádách | Umístění v hitparádách | Umístění v hitparádách | Umístění v hitparádách | Certifikace  | Album                                                              |
| Název                                                                                   | Rok  | US                     | US Pop Dig.            | CAN                    | KOR                    | NZ Heat.               | Certifikace  | Album                                                              |
| --------------------------------------------------------------------------------------- | ---- | ---------------------- | ---------------------- | ---------------------- | ---------------------- | ---------------------- | ------------ | ------------------------------------------------------------------ |
| "Kiss n Tell"                                                                           | 2010 | —                      | 42                     | 91                     | —                      | —                      | - RIAA: Gold | Animal                                                             |
| "Stephen"                                                                               | 2010 | —                      | —                      | —                      | —                      | —                      |              | Animal                                                             |
| "Hungover"                                                                              | 2010 | —                      | —                      | —                      | —                      | —                      |              | Animal                                                             |
| "Party at a Rich Dude's House"                                                          | 2010 | —                      | —                      | —                      | —                      | —                      |              | Animal                                                             |
| "Backstabber"                                                                           | 2010 | —                      | —                      | —                      | —                      | —                      | - RIAA: Gold | Animal                                                             |
| "Blind"                                                                                 | 2010 | —                      | —                      | —                      | —                      | —                      |              | Animal                                                             |
| "Dinosaur"                                                                              | 2010 | —                      | —                      | —                      | —                      | —                      | - RIAA: Gold | Animal                                                             |
| "Dancing with Tears in My Eyes"                                                         | 2010 | —                      | —                      | —                      | —                      | —                      |              | Animal                                                             |
| "Boots & Boys"                                                                          | 2010 | —                      | —                      | —                      | —                      | —                      |              | Animal                                                             |
| "Animal"                                                                                | 2010 | —                      | —                      | —                      | —                      | —                      | - RIAA: Gold | Animal                                                             |
| "VIP"                                                                                   | 2010 | —                      | —                      | —                      | —                      | —                      |              | Animal                                                             |
| "C U Next Tuesday"                                                                      | 2010 | —                      | —                      | —                      | 97                     | —                      |              | Animal                                                             |
| "Crazy Beautiful Life"                                                                  | 2010 | 93                     | 29                     | —                      | —                      | —                      |              | Cannibal                                                           |
| "Grow a Pear"                                                                           | 2010 | —                      | 39                     | —                      | —                      | —                      | - RIAA: Gold | Cannibal                                                           |
| "Fuck Him He's a DJ"                                                                    | 2011 | 97                     | 37                     | 75                     | 191                    | —                      |              | I Am the Dance Commander + I Command You to Dance: The Remix Album |
| "Warrior"                                                                               | 2012 | —                      | 48                     | —                      | —                      | —                      |              | Warrior                                                            |
| "Thinking of You"                                                                       | 2012 | —                      | 36                     | —                      | —                      | —                      |              | Warrior                                                            |
| "Wherever You Are"                                                                      | 2012 | —                      | —                      | —                      | —                      | —                      |              | Warrior                                                            |
| "Dirty Love" (feat. Iggy Pop)                                                           | 2012 | —                      | —                      | —                      | —                      | —                      |              | Warrior                                                            |
| "Wonderland"                                                                            | 2012 | —                      | —                      | —                      | —                      | —                      |              | Warrior                                                            |
| "Supernatural"                                                                          | 2012 | —                      | —                      | —                      | —                      | —                      |              | Warrior                                                            |
| "All That Matters (The Beautiful Life)"                                                 | 2012 | —                      | —                      | —                      | —                      | —                      |              | Warrior                                                            |
| "Old Flames Can't Hold a Candle to You"                                                 | 2012 | —                      | —                      | —                      | —                      | —                      |              | Deconstructed EP                                                   |
| "Rainbow"                                                                               | 2017 | —                      | —                      | —                      | —                      | 9                      |              | Rainbow                                                            |
| "—" značí, že se nahrávka neumístila v hitparádách nebo v tomto území ani nebyla vydána |      |                        |                        |                        |                        |                        |              |                                                                    |